# 湯里站
湯里站（日语：／ Yusato eki */?）是位於島根縣大田市溫泉津町湯里，西日本旅客鐵道（JR西日本）的山陰本線車站。截至2020年3月，快速列車只有黃昏上行1班列車停站。

## 歷史
- 1935年（昭和10年）5月1日 - 國有鐵道山陰本線馬路站至溫泉津站之間新設此站。為客運和貨運車站[1]。
  - 當時車站地址為島根縣邇摩郡湯里村湯里。
- 1954年（昭和29年）4月1日 - 隨著溫泉津町（日语：温泉津町）（第二次）成立，車站地址為島根縣邇摩郡溫泉津町湯里湯里。
- 1961年（昭和36年）9月23日 - 終止貨物起卸業務。
- 1987年（昭和62年）4月1日 - 伴隨國鐵分割民營化，車站由西日本旅客鐵道（JR西日本）營運。
- 2005年（平成17年）10月1日 - 隨著大田市（第二次）成立，車站地址為現時位置。

## 車站構造
車站是一座地面車站，設有1面1線的單式月台，益田方向的列車會開啟左邊車門。出雲市方向與益田方向的列車使用同一月台。車站曾經設有木造車站大樓，2004年國道遷移後，車站大樓被拆毀。
車站由濱田鐵道部管理的無人車站。從前車站曾設有乘車站證明票發行機。

## 使用狀況
以下為近年1日平均乘車人次列表：
| 乘車人次變化 | 乘車人次變化    |
| 年度         | 1日平均乘車人次 |
| ------------ | --------------- |
| 1984         | 113             |
| 1994         | 69              |
| 1999         | 68              |
| 2000         | 55              |
| 2001         | 54              |
| 2002         | 46              |
| 2003         | 40              |
| 2004         | 33              |
| 2005         | 28              |
| 2006         | 33              |
| 2007         | 37              |
| 2008         | 32              |
| 2009         | 27              |
| 2010         | 25              |
| 2011         | 27              |
| 2012         | 24              |
| 2013         | 27              |
| 2014         | 19              |
| 2015         | 16              |
| 2016         | 15              |
| 2017         | 11              |

## 車站周邊
車站附近設有湯里川，沿河流設有村落。雖然車站名為湯里，但是附近沒有溫泉。
- 湯里郵局
- 西部消防署
- 國道9號
- 湯里城鎮發展中心（前 湯里小學)

## 相鄰車站
西日本旅客鐵道
山陰本線
- 部分快速Aqua快車停車站。

馬路－湯里－溫泉津

## 注腳
1. ↑  昭和10年4月19日付官報（第2486号） 鐵道省告示一百六十六號
2. ↑  島根縣統計書

## 外部連結
- 湯里｜車站資訊：JR出門網 - 西日本旅客鐵道